# Roland
Roland je moško osebno ime.

## Izvor imena
Roland je po izvoru germansko ime, zloženo iz starovisokonemških besed hrōd, hroud v pomenu besede »slava« in nand »drzen, smel«  

## Različice imena
- moške različice imena: Orlando, Orlan, Rolando
- ženska različica imena: Rolanda

## Tujejezikovne različice imena
- pri Angležih: Rowland
- pri Italijanih: Rolando, Orlando
- pri Latvijcih: Rolandas
- pri Špancih: Rolando, Orlando
- pri Švedih: Roland

## Pogostost imena
Po podatkih Statističnega urada Republike Slovenije je bilo na dan 31. decembra 2007 v Sloveniji število moških oseb z imenom Roland: 120.

## Osebni praznik
V koledarju je 14. julija Roland opat cistercijanskega samostana Chezéry v Franciji († 14. jul. okoli leta 1200) in 15. septembra (Roland, italijanski puščavnik, † 15. sep. 1386).

## Zanimivosti
- Ime Roland se je uveljavilo v srednjem veku z znamenitim francoskim srednjeveškim junaškim epom Pesem o Rolandu, ki je padel v bojih z Arabci.
- Omeniti velja tudi Rolandov steber, srednjeveško upodobitev junaka Rolanda iz lesa ali kamna, na trgih mnogih nemških mest, ki verjetno predstavlja znamenje mestnih pravic.
- Rolandov steber stoji tudi v Dubrovniku. Dubrovniški Orlando je bil postavljen leta 1414. Na njem je visela zastava Republike, pred njim so razglašali zakone in sodbe, pomembna pa je tudi Rolandova laket, ki je bila v tistem času v Dubrovniku mera za dolžino.